# 호멜주

호멜주의 위치

호멜주(벨라루스어: Го́мельская во́бласць)는 벨라루스 남동부에 위치한 주로 주도는 호멜이며 면적은 32,700km2, 인구는 1,485,100명(2006년 기준)이다.
서쪽으로는 브레스트주, 북서쪽으로는 민스크주, 북쪽으로는 마힐료우주와 접하고 있고 동쪽으로는 러시아, 남쪽으로는 우크라이나와 국경을 접한다.

## 상징

호멜주의 기
호멜주의 문장